# Григоровка (Обуховский район)
Гри́горовка (укр. Гри́горівка) — село, входит в Обуховский район Киевской области Украины.
Население по переписи 2001 года составляло 1769 человек. Почтовый индекс — 08750. Телефонный код — 5639.

## Местный совет
08750, Київська обл., Обухівський р-н, с.Григорівка, вул. Героїв Майдану, 2.  (укр.)